# María Ávila Serna
María Ávila Serna (12 de marzo de 1973; Ciudad Juárez, Chihuahua) es una abogada mexicana miembro del Movimiento Ciudadano.

## Biografía
Ávila Serna es licenciada en derecho egresada de la Universidad Autónoma de Ciudad Juárez y se desempeñó como empleada en la oficina de la Junta Federal de Conciliación y Abitraje No 55 de 1997 a 2003.
En 2003, un año después de unirse al PVEM, Ávila irrumpió en la legislatura después de ser elegida diputada federal de la LIX Legislatura. Ávila participó en seis comisiones, incluyendo las Especiales para Niños, Adolescentes y Familias; Cuidado para Grupos Vulnerables; y Población, Fronteras y Asuntos Migratorios. En 2005, durante su primer plazo como diputada federal, pasó a ser la presidenta del PVEM en Chihuahua, puesto en el que se mantuvo por seis años.
Ávila formó parte del Congreso del Estado de Chihuahua de 2007 a 2010 para la LXII Legislatura y de 2013 a 2015 para la LXIV Legislatura. En su segunda ocasión como diputada local fue la coordinadora del grupo parlamentaria del Partido Verde. Mientras tanto, Ávila subió dentro de las filas del Partido Verde, convirtiéndose en secretaria técnica de 2011 a 2014 y secretaria general de 2014 a 2017.
Ávila volvió a San Lázaro en 2015 en la LXIII Legislatura. Es la secretaria de la Comisión de Asuntos de la Frontera Norte y también forma parte de otras dos comisiones, Entorno y Desarrollo Metropolitanos y Recursos Naturales. Con el fin de volver a la Cámara de Diputados federal, tal como se especifica en el artículo 190 de la constitución del estado de Chihuahua, pidió licencia como legisladora estatal.